# Karl von Drais

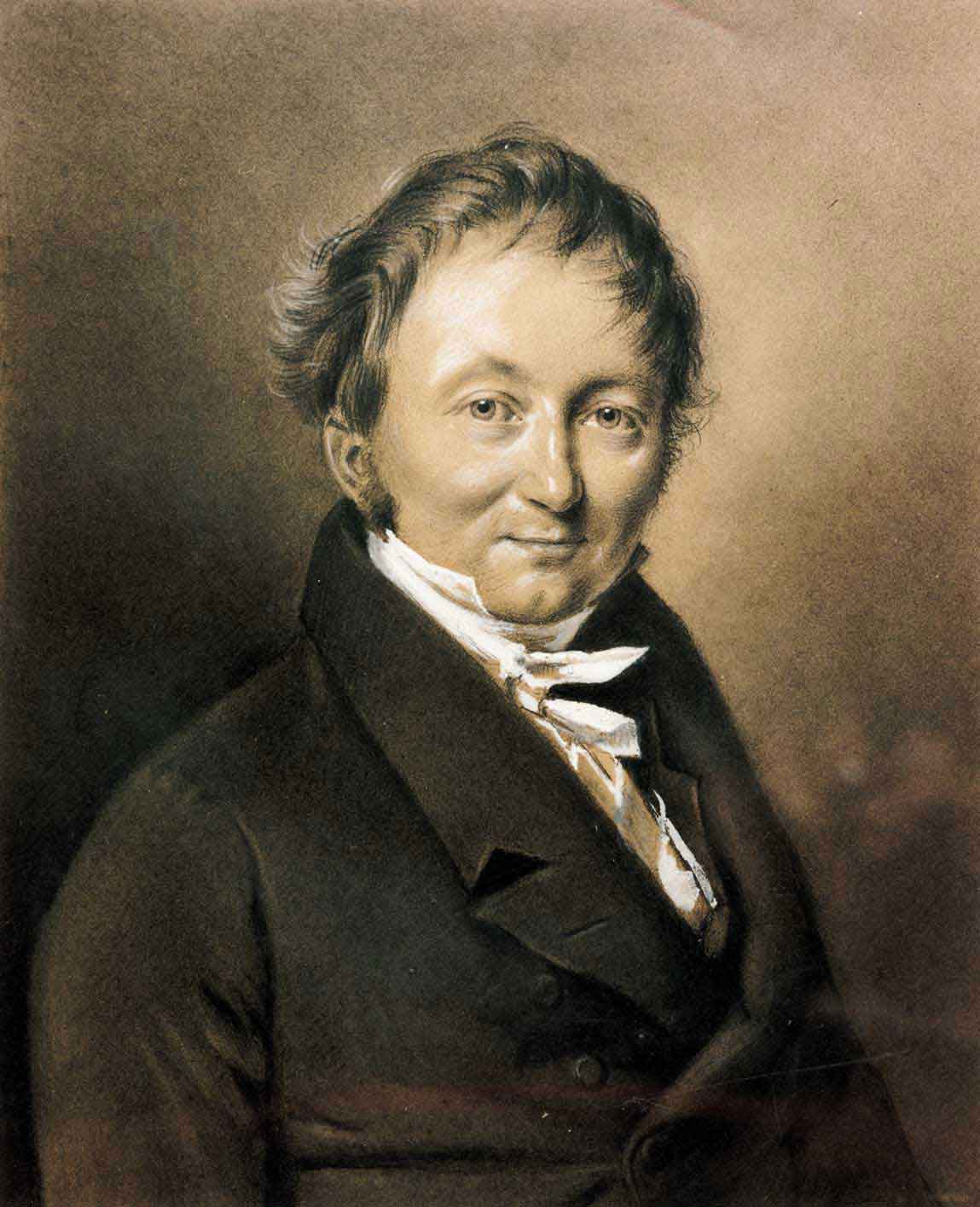
Freiherr Karl von Drais (1820)

Karl Freiherr von Drais, mit vollständigem Namen Karl Friedrich Christian Ludwig Freiherr Drais von Sauerbronn (* 29. April 1785 in Karlsruhe; † 10. Dezember 1851 in Karlsruhe), war ein deutscher Forstbeamter und bedeutender Erfinder in der Biedermeierzeit. Während der Badischen Revolution legte er seine Adelstitel ab und wollte nur noch „Bürger Karl Drais“ genannt werden.

## Leben

### Herkunft und Ausbildung

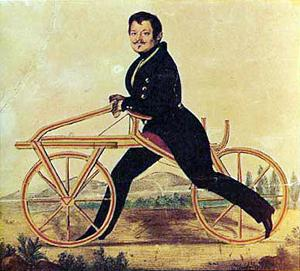
Karl von Drais (kolorierte Lithographie der 1830er Jahre)

Sein Vater war der badische Hof- und Regierungsrat Karl Wilhelm Ludwig Friedrich von Drais von Sauerbronn, seine Mutter Margarete Ernestine von Kaltenthal. Markgraf Carl Friedrich von Baden übernahm seine Patenschaft.
Im Jahr 1790 zog die Familie von Drais von Sauerbronn nach Kirchberg (Hunsrück) in das Haus der Badischen Gendarmerie, 1794 im Zuge der Französischen Revolution nach Durlach. 1799 starb seine Mutter. Er besuchte die Karlsruher Fürstenschule, Vorläuferin des heutigen Bismarck-Gymnasiums. Da die schulischen Leistungen, vor allem im Lateinischen, nicht die besten waren – entschloss sich der Vater, den Sohn an der Forstlehranstalt seines Bruders unterrichten zu lassen. Von 1800 bis 1803 besuchte er die private Forstlehranstalt seines Onkels Friedrich Heinrich Georg von Drais in Pforzheim. Von 1803 bis 1805 studierte Drais Baukunst, Landwirtschaft und Physik an der Ruprecht-Karls-Universität Heidelberg. Von 1805 bis 1807 wurde Drais für die praktische Ausbildung der Forstlaufbahn an das Forstamt Rastatt versetzt, danach unterrichtete er wieder als Beilehrer an der Forstlehranstalt seines Onkels in Schwetzingen und wurde nach erfolgreichem Examen 1808 pro forma als Forstinspektor beim Oberforstamt Schuttern angestellt. 1810 wurde Drais badischer Forstmeister ohne Forstamt und vom Dienst freigestellt, um seiner Tätigkeit als Erfinder nachzugehen. 1818 wurde er von Großherzog Carl zum Professor für Mechanik ernannt und als Forstmeister frühpensioniert.

### Brasilien und Karlsruhe
Wegen der bundesweiten Empörung nach der Nichtbegnadigung des zum Tode verurteilten studentischen Mörders Sand durch Drais’ Vater nahm Drais am 5. Januar 1822 an der Expedition von Georg Heinrich von Langsdorff nach Brasilien teil, arbeitete dort bei ihm bis 1824 als Geometer und kehrte im Juni 1827 zum 50. Dienstjubiläum seines Vaters nach Mannheim zurück. Im Gepäck hatte er zwei Laufmaschinen und die Schreibmaschine, die er dem brasilianischen Kaiser Pedro I vorführen konnte. 1839 zog Drais nach einem Attentatsversuch auf ihn nach Waldkatzenbach, seit 1842 wohnte er wieder in Mannheim, und 1845 zog er nach Karlsruhe. 1848/49 war Drais Mitglied der Bürgerwehr in der Badischen Revolution und verzichtete auf seinen Adelstitel. 1850 wurde ein Entmündigungsverfahren gegen ihn in Gang gesetzt, seine Schwestern verpflichteten sich jedoch, die nötige Vorsorge zu treffen.

### Erfindungen
Zu Drais’ Erfindungen gehören unter anderem eine „Formel für die allgemeine Auflösung der numerischen Gleichungen jeden Grades“ (1810), eine „Notenschriftmaschine“ (1812) die beim Klavierspielen zugleich die Noten aufschrieb, eine „Dyadische Charakterik“ genannte Rechenart mit den Grundzahlen 0 und 1 (1813), eine „Verbesserung der Feuerlöschanstalten“ (1813), ein „Wagen ohne Pferde“ (1813), ein „Erhöhungsperspektiv“ (1816), eine „Schnellschreibmaschine“ mit (nur) vier Mal vier Tasten (1825), ein „Holzsparherd“ (1833) mit Rohrleitungssystem, dessen System von Branntweinbrennereien übernommen wurde, und eine „Kochmaschine“ (1834).
Die Eisenbahn-Draisine wurde nicht von Drais erfunden, sie soll zuerst einspurig in Wien erschienen (1837) und dann nach Drais benannt worden sein. Drais beanspruchte jedoch die Grundidee („Wagen ohne Pferde“ von 1814). Drais wurden darüber hinaus Erfindungen zugeschrieben oder von ihm nicht erklärte Erfindungen aufgeführt.

### Laufmaschine

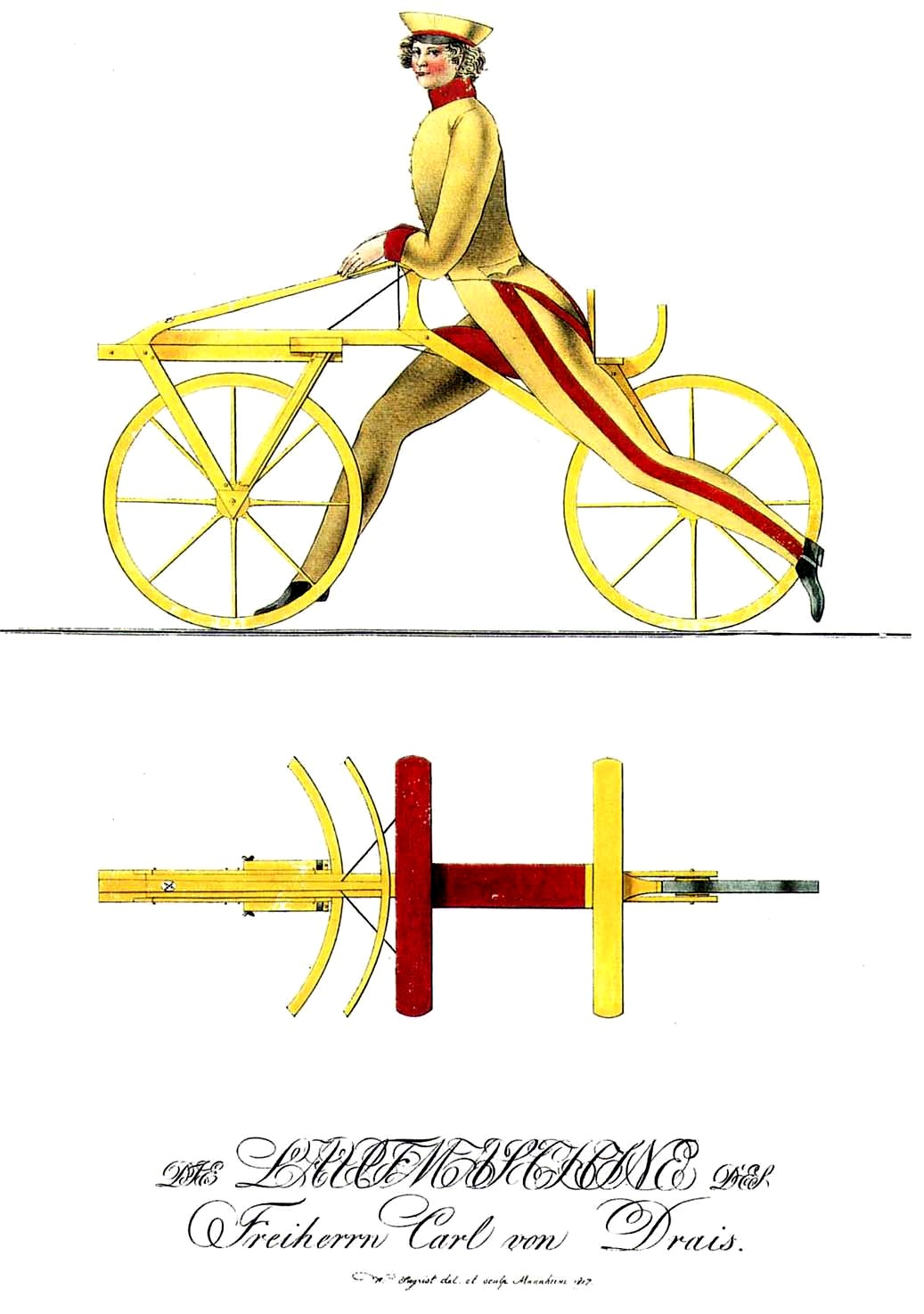
Die ursprüngliche Konstruktion aus Drais’ Beschreibung von 1817

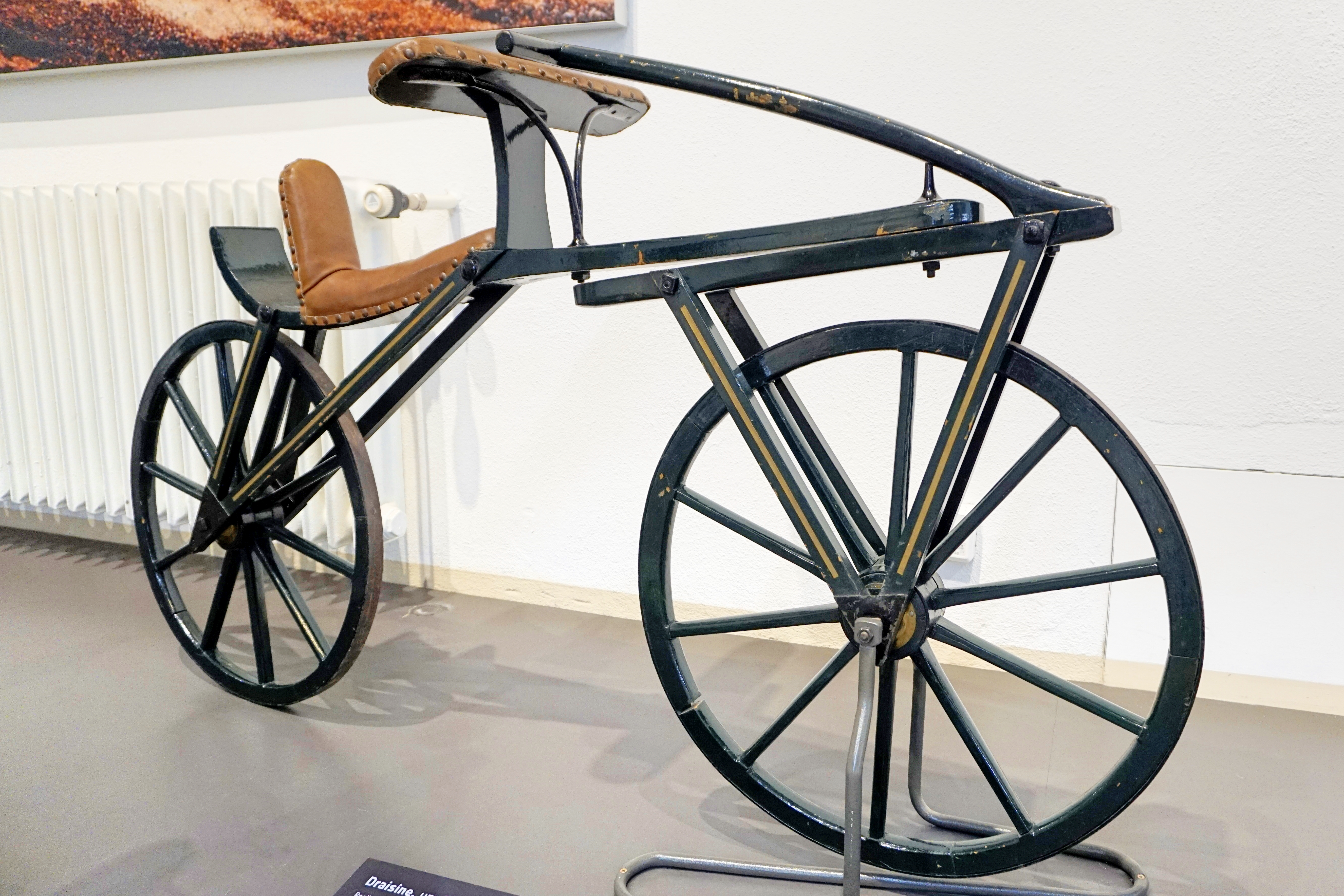
Draisine (Laufmaschine)

Drais’ bedeutendste Erfindung ist aber das Ur-Fahrrad, die Laufmaschine oder Draisine (1817). Mit ihr wurde zum ersten Mal ein gelenktes Zweirad verwirklicht.
1813 entwickelte Drais einen Wagen mit vier Rädern, die über eine Kurbel bewegt wurden, den er „Wagen ohne Pferde“ nannte. Die Erfindung des Zweiradprinzips von Drais gilt als „Genieblitz“, dessen Herleitung von vierrädrigen Wagen nicht erklärt werden kann. Drais sagte, dass er die Idee vom Schlittschuhfahren genommen habe. Die dieser Idee entsprungene „Laufmaschine“ verfügte über einen Holzrahmen, zwei gleich große hölzerne Räder, von denen das vordere mit einem Deichsellenker gesteuert werden konnte. Angetrieben wurde sie durch abwechselndes Abstoßen mit den Beinen, während der Fahrer auf einem Sitz zwischen den beiden Rädern saß. Die Fahrtrichtung wurde sowohl durch den Deichsellenker als auch durch das Ausbalancieren des Gefährts, das heißt, ohne dass die Füße den Boden berührten, beeinflusst, Geschwindigkeiten von mehr als 15 km/h waren damit möglich.
Die erste Probefahrt mit seiner Laufmaschine – später von Zeitungen als „Draisine“ bezeichnet – führte von seinem Wohnhaus in den Mannheimer Quadraten in B6, 8(heute: M1, 8) zur etwa 7 km entfernten "Schwetzinger Relaishaus", einer Pferdewechselstation, die damals auf halber Strecke nach Schwetzingen (im heutigen Mannheimer Stadtteil Rheinau in der Nähe des Verkehrs-Kreisel Karlsplatz). Drais wählte für seine Testfahrt die Chaussee von Mannheim nach Schwetzingen, denn dies war die wohl am besten ausgebaute Straße in Baden – weil sie zum Schloss Schwetzingen führte, welches die früheren pfälzischen Kurfürsten als Sommerresidenz nutzten. Er unternahm die erste Fernfahrt am 12. Juni 1817 und benötigte für den Hin- und Rückweg nur eine knappe Stunde. Mit der knapp 50 Pfund schweren Laufmaschine erreichte er eine Durchschnittsgeschwindigkeit von etwa 15 km/h – für die damalige Zeit eine enorme Geschwindigkeit, was auch bald danach Verbote nach sich zog. Seine zweite größere Ausfahrt unternahm er von Gernsbach über den Berg nach Baden-Baden.

„Der Freyherr Karl von Drais, welcher nach glaubwürdigen Zeugnissen, Donnerstag den 12ten Juny d. J. mit der neuesten Gattung der von ihm erfundenen Fahrmaschinen ohne Pferd von Mannheim bis an das Schwetzinger Rebenhaus und wieder zurück, also 4 Poststunden Wegs in einer Stunde Zeit gefahren ist, hat mit der nemlichen Maschine den steilen, zwey Stunden betragenden Gebirgsweg von Gernsbach hieher in ungefähr einer Stunde zurückgelegt, und auch hier mehrere Kunstliebhaber von der großen Schnelligkeit dieser sehr interessanten Fahrmaschine überzeugt.“

Um seine Erfindung bekannt zu machen, veranstaltete Drais öffentliche Fahrten. Gekrönt wurden diese Veranstaltungen durch eine Fernfahrt von Karlsruhe nach Kehl in der letzten Augustwoche – wahrscheinlich eine Zeitungsente, zudem veröffentlichte er Artikel in Zeitschriften. Er erhielt am 12. Januar 1818 für seine Erfindung ein Großherzogliches Privileg, das mit einem heutigen Patent vergleichbar ist. Von da an musste in Baden jede Draisine eine Drais-Lizenzmarke auf der Lenkstange haben. Drais erhielt noch ein Brevet in Frankreich.

### Drais’ Abstieg

Französische Karikatur von Drais (1818)

Kopien der Laufmaschine erschienen in ganz Europa, so dass Drais schon Anfang der 1820er Jahre keine Exemplare mehr besorgen konnte. Nach seiner Rückkehr aus Brasilien (1827) und dem Tod des Vaters (1830) versuchte er, durch neue Erfindungen zu wirtschaftlichem Erfolg zu gelangen (u. a. Ofen und Pfeifenrohr). 1834 versuchte er wieder in den offiziellen Staatsdienst zu gelangen, das Forstamt Mosbach lehnte jedoch ab. Am 16. November 1835 musste Drais wegen einer Wirtshausschlägerei in Mannheim mit dem englischen Kunstreiter Belling seinen Kammerherrenschlüssel zurückgeben. Das bedeutete für Drais den „gesellschaftlichen Tod“.
Selbst evakuiert in Waldkatzenbach (ab 1839) war der Erfinder wohlgelitten und arbeitete beim Dorfschmied. 1845 wieder in Karlsruhe war Drais bereits ein von Alkohol gezeichneter kranker Mann, der Opfer böswilliger Streiche wurde. Belegt ist eine Misshandlung durch zwei Adelige, nachdem sich Drais im Juli 1849 geweigert hatte, ein Glas Schnaps auf die Gesundheit des Großherzogs zu leeren. Nicht belegt sind diese Begebenheiten: In den Jahren 1848 und 1849 wurde er öfter, wenn er am Rathaus in Karlsruhe vorbeifuhr, von der Wache zu einem Schoppen eingeladen. Angeblich musste er als Gegenleistung auf seinem Fahrzeug die Treppe vom Portal hinunterfahren, wobei es regelmäßig zum sprichwörtlich gewordenen „Salto portale“ kam.

### Politisches Engagement
Drais war nach seiner Rückkehr von Brasilien zu einem glühenden Demokraten geworden. Als am 11. Mai 1849 die Soldaten in den Garnisonsstädten meuterten und der Großherzog vor seinen unzufriedenen Untertanen floh, zeigte Drais, der wieder in Karlsruhe lebte, öffentlich Flagge. In der „Karlsruher Zeitung“ veröffentlichte er am 12. Mai 1849 die Niederlegung seines Adelstitels: „Ich (…) erkläre hiermit feierlichst und angesichts der deutschen souveränen Nation, dass ich auf dem Altar des Vaterlandes, der Freiheit, Gleichheit und Volkssouveränität alle und jede aus dem Feudalrechte, dessen tausendjähriger Druck Deutschlands Freiheit in Fesseln schlug, entspringende Vorrechte für mich und meine ehelichen und außerehelichen Nachkommen verzichte.“ Unterschrieben war das Bekenntnis als „Drais, Professor, Bürger und Mitglied des souveränen deutschen Volkes.“ Als die Revolution gescheitert war, rächte sich das Regime an Drais. Zur Begleichung der Revolutionskosten strichen die Behörden Drais erst die Pension, danach erklärte ihn ein politisch motiviertes medizinisches Gutachten wegen „Geistesschwäche und partieller Verbohrtheit“ für nicht mehr zurechnungsfähig. Ein im April 1850 eingeleitetes Entmündigungsverfahren wurde durch seine Angehörigen abgewendet. Am 10. Dezember 1851 um 17 Uhr starb Drais in Karlsruhe, Zähringerstraße 43. Sein Nachlass wurde auf 30 Gulden und 34 Kreuzer beziffert. Darunter waren eine Kochmaschine, ein Ofenmodell, eine Schnellschreibmaschine und eine Laufmaschine.

## Nachruf und Ehrungen

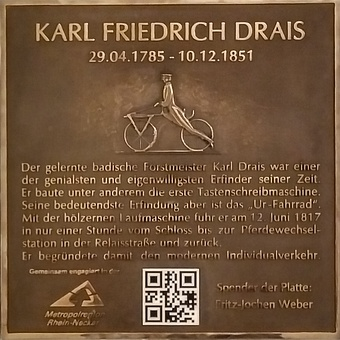
Platte zu Ehren von Drais auf der Kurpfälzer Meile der Innovationen in Mannheim (2017)

Heinrich Meidinger verfasste anlässlich der Umbettung von Drais’ Gebeinen in den neuen Karlsruher Friedhof im Jahr 1891 eine Gegenschrift („Vom Erfinden“ 1892). Darin sprach Meidinger in polemischer Weise Drais ab, ein Erfinder zu sein. Moritz Cantor schrieb in einer Kurzbiographie in der Allgemeinen Deutsche Biographie Drais eine Methode zu, „die gekrümmte Wurfbahn eines Geschosses dadurch zum Schießen um die Ecke zu benutzen, daß man die Kanone auf die Seite lege“ (Um-die-Ecke-Schießen). Das damalige Bild von Drais war eben von den Monarchisten negativ geprägt.
Drais wurde als Erfinder der Laufmaschine in Deutschland erst spät durch einige Straßenbenennungen gewürdigt, so etwa in Ansbach, Augsburg, Bruchsal, Edingen-Neckarhausen, Freiburg, Ingolstadt, Karlsruhe, Mannheim, Rastatt, Schwandorf und Speyer. In Österreich gibt es nur in Graz – in der Nähe der ehemaligen Fahrradfabrik Cless & Plessing – und Feldkirchen bei Graz jeweils eine Draisgasse. Verschiedene Schulen haben Karl von Drais als Namensgeber, so in Mannheim, Gernsbach und Heddesheim.
1985, zum 200. Geburtstag von Drais, gab es eine Sonderbriefmarke der Deutschen Bundespost.
2017, im Jubiläumsjahr der Draisine, fanden in Baden-Württemberg Veranstaltungen und Ausstellungen zum Thema 200 Jahre Fahrrad statt. In der Mannheimer Innenstadt fand unter dem Namen Monnem Bike ein großes Fahrradfest statt, das in geringerem Umfang, abgesehenen von einer Zwangspause durch die Pandeme, jährlich wiederholt wird. Die Söhne Mannheims haben einen Song („Willst du mich begleiten?“) zum Jubiläum geschrieben. Eine 20-Euro-Gedenkmünze ist vom Bundesfinanzministerium herausgegeben worden; erschienen 13. Juli 2017. Jost Pietsch spricht in diesem Zusammenhang von einer „staatlichen Falschmünze“, da die „Tambora-These“ sowie das „Pferdesterben“ nicht im Druck bewiesen sei. In Mannheim wurde unter der Regie von Georg Veit das Musical Karl Drais – Die treibende Kraft aufgeführt. Die Musik stammte von Michael Herberger, die Songtexte schrieb Rino Galiano.
Mit dem Motto 200 Jahre Fahrrad gab die Deutsche Post AG am 13. Juli 2017 ein Postwertzeichen im Nennwert von 70 Eurocent heraus. Der Entwurf stammt von Rudolf Grüttner und Sabine Matthes aus Oranienburg.
Am 3. Oktober 2017 würdigte die Gemeinde Waldbrunn im Odenwald, in deren Ortsteil Waldkatzenbach Karl von Drais im politischen Asyl lebte, den Erfinder mit dem Karl-Drais-Radweg. Dieser führt auf einer Länge von 23,6 Kilometer durch alle Ortsteile der Winterhauch-Gemeinde. Entlang des Rundwegs stellen Infotafeln das Leben des Erfinders vor.

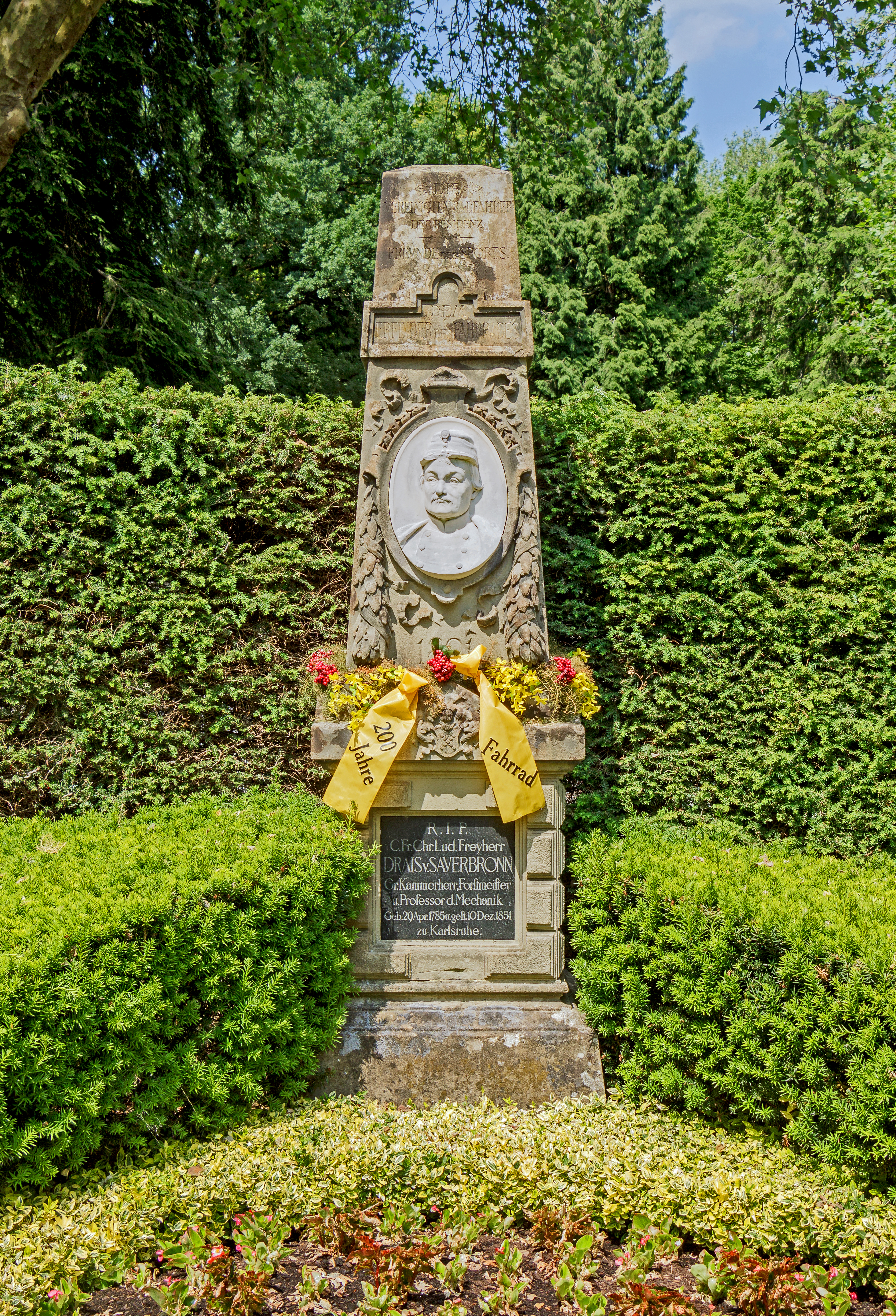
Grab von Karl Drais auf dem Hauptfriedhof Karlsruhe
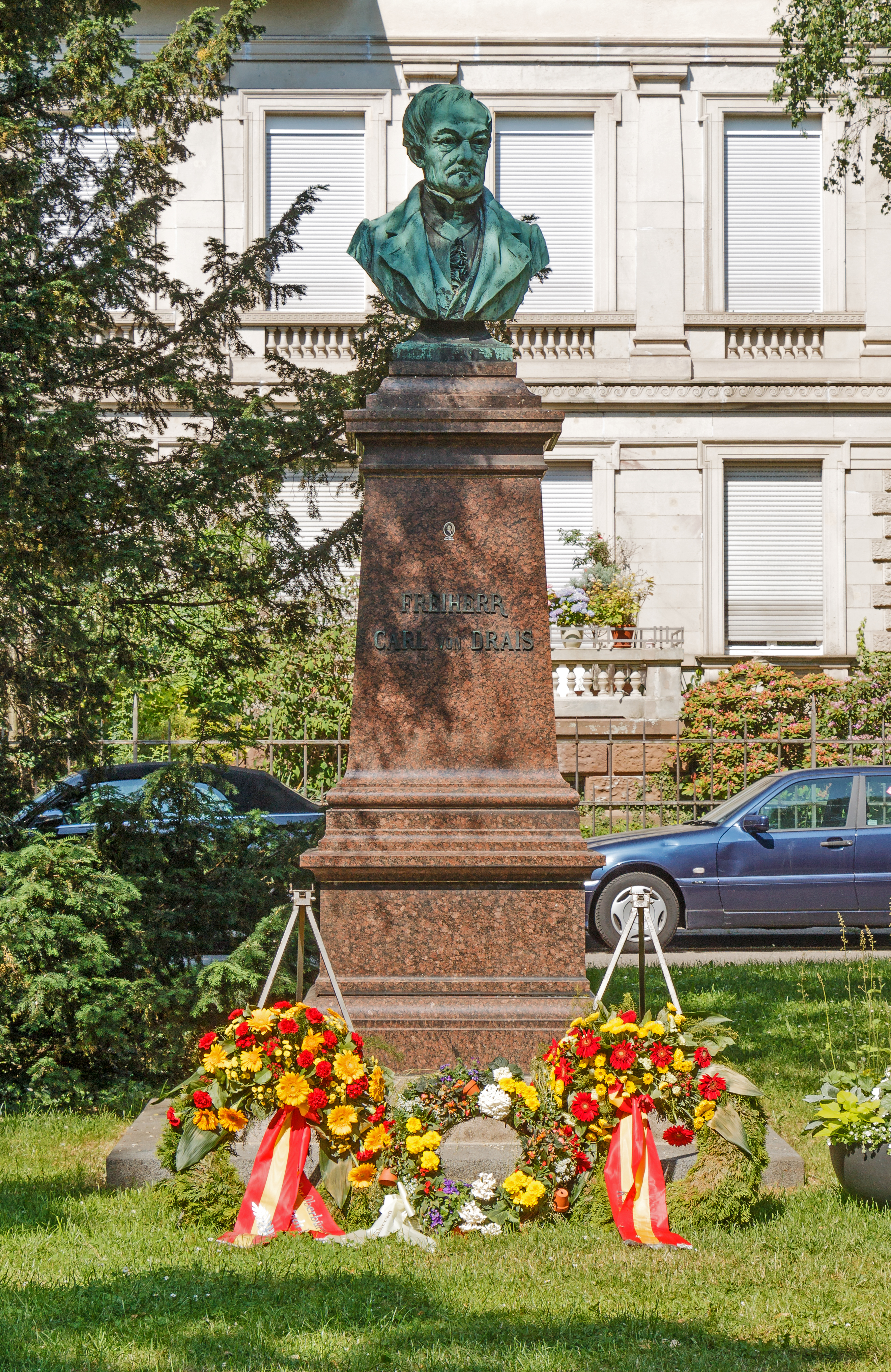
Drais-Denkmal in der Beiertheimer Allee, Karlsruhe
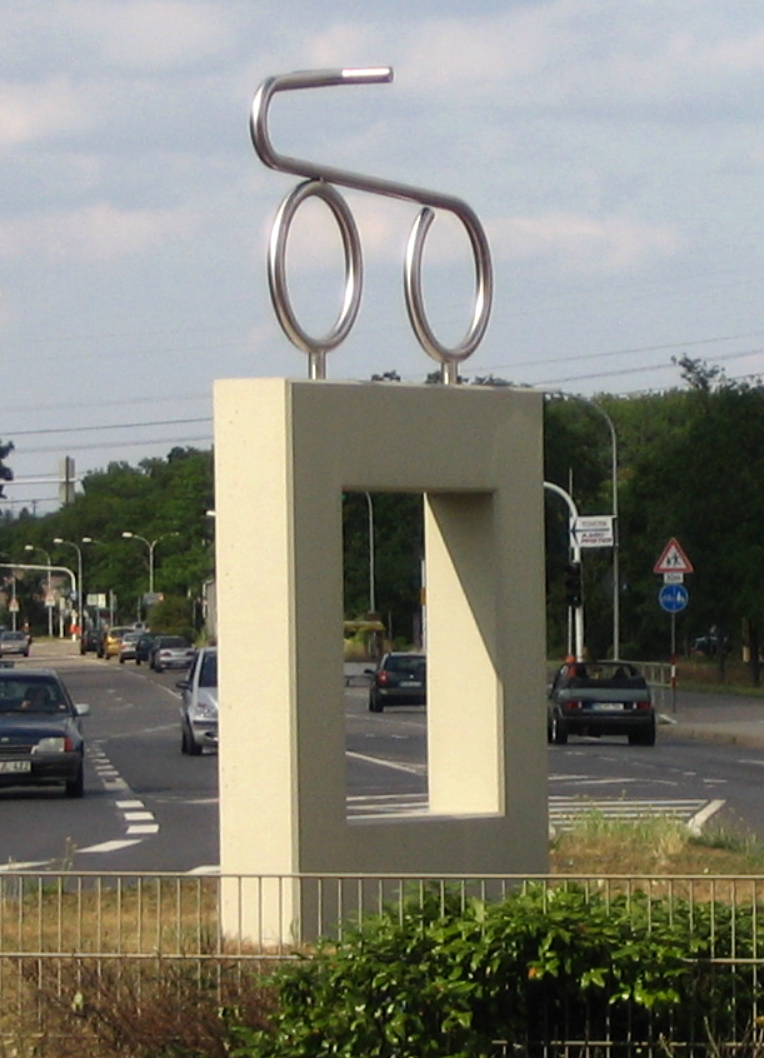
Drais-Denkmal am Wendepunkt der ersten Probefahrt in Mannheim-Rheinau
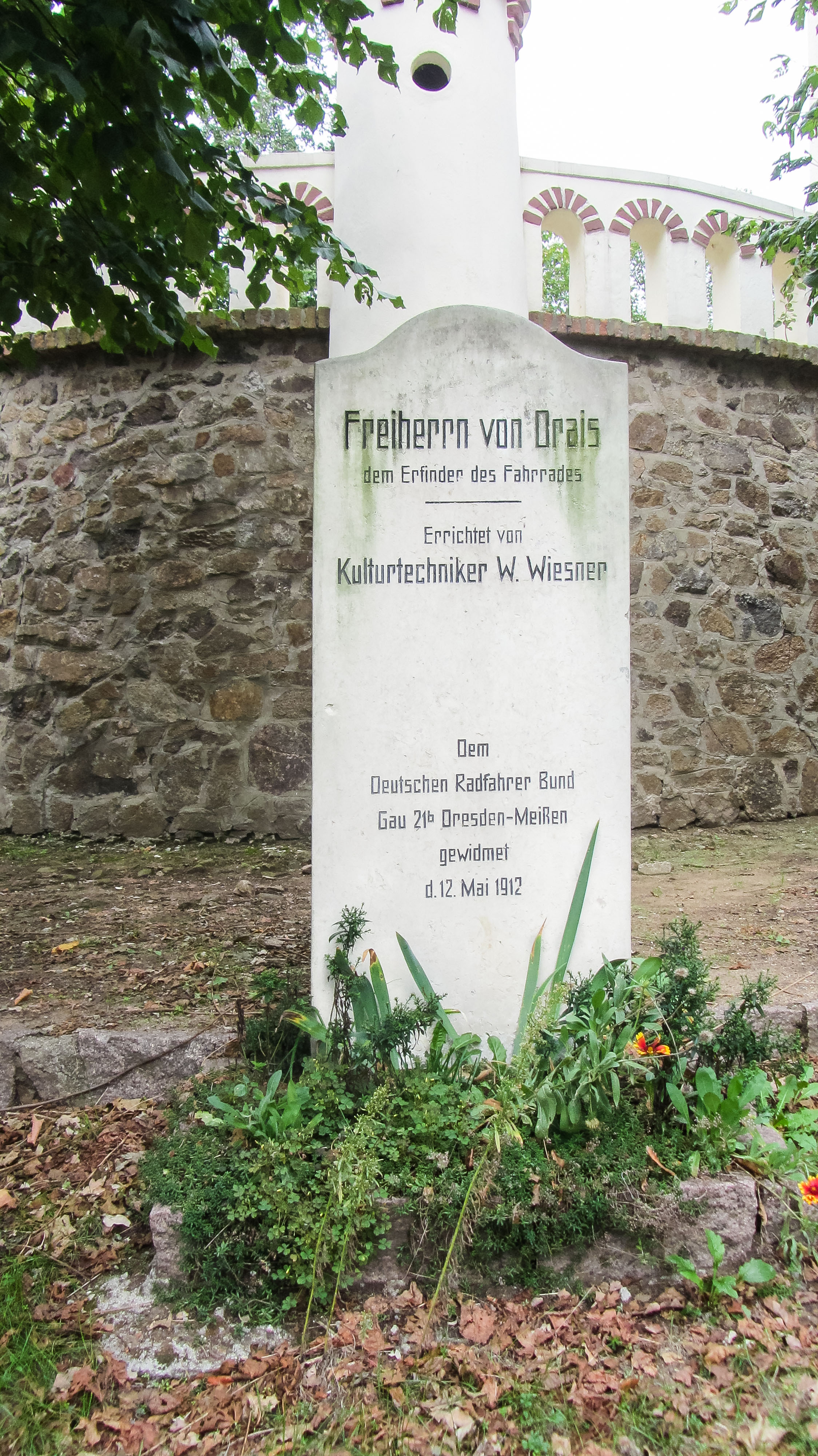
Drais-Stein im sächsischen Weinböhla

## Schriften
- Dyadik angekündigt im Bad. Magazin 1813. Nro 61. Einleitung zum Rechensystem, Kaufmann, Mannheim 1814.
- Verwandlungs-Maschine zum Ersatz des schnellsten Rechnens bey dem Feldmessen etc., C. F. Müller, Karlsruhe 1816.